# Емил Костов
Емил Костов е български състезател по киокушин карате.
Републикански, балкански (1995), 4-кратен европейски (1 път в свободна категория), 4 пъти шампион на откритите първенства на Русия и световен шампион (2001). Състезава се в категория до 80 кг. Роден е на 27 ноември 1974 г. в град Варна. Започва своята спортна кариера през 1985 г. Тогава тренировките са се провеждали в баскетболната зала на ЖСК „Спартак“. Представител на ИКО Киокушинкайкан за България и председател на Българска Киокушин Асоциация. Получава 5 дан през 2014 г. Треньор на световния шампион Захари Дамянов.

## Отличия
- 1987 г. – 1-во място, състезание за юноши, Варна.
- 1992 г. – шампион при мъжете в категория 80 кг.
- 1995 г. – Балкански шампион, Варна.
- 1996 г. – шампион на състезание в Констанца, Румъния
- 1998 г. – 1-во място на Европейско първенство, Испания
- 1998 г. – 1-во място в категория „Абсолютна“, Варшава, Полша
- 1999 г. – 17-о място на Световно първенство,
- 1999 г. – 1-во място по „тамишивари“ – чупене на дъски, Япония
- 2000 г. – обявен за най-техничен състезател на Европейски шампионат, Португалия
- 2001 г. – 1-во място на Отворен Руски Турнир, Екатеринбург, Русия
- 2001 г. – 1-во място в кат. 80 кг, Световен шампионат, Осака, Япония.
- 2002 г. – 1-во място, Москва, Русия смесен